# Orquesta Filarmónica de San Petersburgo
La Orquesta Filarmónica de San Petersburgo, también conocida como Orquesta Filarmónica de Leningrado durante un tiempo, es la orquesta sinfónica más antigua de Rusia y fue fundada en 1882. Considerada permanentemente entre las mejores orquestas del mundo según la revista Gramophone.

## Historia
Fue inicialmente conocida como el "Coro Musical Imperial" y tocaba en privado para la corte de Alejandro III de Rusia. Hacia los años 1900 comenzó a dar conciertos públicos. Richard Strauss dirigió la orquesta en 1912.
Después de la Revolución rusa de 1917 la orquesta fue tomada por sus miembros, que cambiaron su nombre por el de Orquesta Filarmónica Estatal de Petrogrado. En los años 1920 la orquesta comenzó a recibir apoyo del Estado y fue reconocida como un conjunto de excelencia. Se presentaron como directores invitados Bruno Walter, Ernest Ansermet y Hans Knappertsbusch en esta época. Por este tiempo la orquesta fue renombrada como Orquesta Filarmónica de Leningrado.
La orquesta ganó su mayor prestigio bajo la prolongada dirección musical de Yevgeni Mravinski. En particular, la increíble intensidad y cuidado logrados por su sección de violines fue única, si bien la calidad disminuyó después cuando se autorizó la emigración de músicos judíos. La orquesta hizo pocas giras a Occidente, pero aquellas fueron auténticas revelaciones. Los sorprendentes realizados por Mravinski se han conservado en muchas grabaciones de estudio y en vivo. Bajo Mravinski, la orquesta estrenó ocho de las sinfonías de Shostakóvich.
En 1991 la orquesta recibió su nombre actual después de que la ciudad sede volviese a llamarse San Petersburgo. Hoy es una orquesta sinfónica internacionalmente reconocida bajo la dirección de Yuri Temirkánov.

## Directores
- Hermann Fliege (1882–1907)
- Hugo Warlich (1907–1917)
- Serguéi Kusevitski (1917–1920)
- Emil Cooper (1920–2923)
- Walerian Bierdiajew (1924–1926)
- Nikolái Malkó (1926–1930)
- Aleksandr Gauk (1930–1934)
- Fritz Stiedry (1934–1937)
- Yevgueni Mravinski (1938–1988)
- Yuri Temirkánov (1988–2022)
- Nikolai Alekseev (2022–)